# Hitoshi Matsushima
Hitoshi Matsushima (松島 仁 Matsushima Hitoshi?), född 30 april 1980 i Hokkaido prefektur, är en japansk före detta fotbollsspelare.
Matsushima började sin karriär 1999 i Shimizu S-Pulse. 2001 flyttade han till Ventforet Kofu. Han avslutade karriären 2002.